# NGC 66
NGC 66 és una galàxia espiral barrada localitzada en la constel·lació de la Balena. Va ser descoberta per Frank Muller en 1886.